# Quadrature (revue)
Pour les articles homonymes, voir Quadrature.
Quadrature est une revue de mathématiques trimestrielle en langue française destinée aux étudiants (à partir du premier cycle universitaire même si des articles sont régulièrement destinés aux lycéens), professeurs et à tous les amateurs de mathématiques. Elle a commencé à paraître en 1989 sous l'impulsion de Jean-Pierre Boudine. Elle a ensuite été dirigée par Olivier Courcelle, puis par Roger Mansuy. Son rédacteur en chef actuel est Jean-Paul Truc.
Outre les articles originaux, la revue compte plusieurs rubriques récurrentes :
- le forum ou coin des lecteurs ;
- les notes de lecture, par  Roger Mansuy ;
- envers et contrexemples, par Bertrand Hauchecorne ;
- textes en questions, par Christian Gerini et Norbert Verdier ;
- le coin des problèmes, par Pierre Bornsztein.